# HD 109271
HD 109271 — двойная звезда в созвездии Девы на расстоянии приблизительно 184 световых лет (около 56,5 парсек) от Солнца. Визуальная звёздная величина звезды — +8,05m. Возраст звезды определён как около 7,3 млрд лет.
Вокруг звезды обращается, как минимум, две планеты.

## Характеристики
Первый компонент — жёлтый карлик спектрального класса G2, или G3-5V, или G5V, или G5. Масса — около 1,098 солнечной, радиус — около 1,271 солнечного, светимость — около 1,6 солнечной. Эффективная температура — около 5662 K.
Второй компонент — белый карлик. Эффективная температура — около 6673 K. Удалён в среднем на 303 а.е..

## Планетная система
В 2013 году калифорнийской группой астрономов, работающих со спектрографом HARPS, было объявлено об открытии планет HD 109271 Ab и HD 109271 Ac. Обе они представляют собой горячие газовые гиганты. HD 109271 Ab имеет массу, почти равную массе Нептуна и обращается очень близко к родительской звезде — на расстоянии 0,07 а.е.. Орбита HD 109271 Ac лежит дальше — на расстоянии 0,19 а.е. от звезды. Масса планеты составляет 24 массы Земли. Год на ней длится около 30 суток. Открытие обеих планет было совершено методом доплеровской спектроскопии.
В 2019 году учёными, анализирующими данные проектов Hipparcos и Gaia, у звезды обнаружена планета HIP 61300 d.